# Miguel Bakun
Miguel Bakun (Marechal Mallet, 28 de outubro de 1909 — Curitiba, 14 de fevereiro de 1963) foi um pintor brasileiro de ascendência ucraniana. Reconhecido por suas paisagens, marinhas e naturezas-mortas com estilo expressionista próprio, caracterizado pelo uso de empastes densos e cores vibrantes, Bakun desenvolveu sua carreira artística principalmente em Curitiba, Paraná. Inicialmente marginalizado no cenário artístico, sua obra foi progressivamente reconhecida e é hoje considerada parte significativa do modernismo brasileiro.

## Biografia

### Primeiros anos e formação

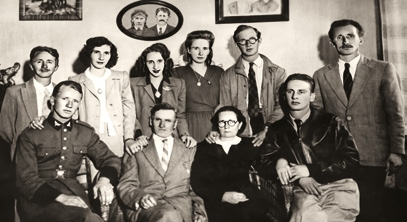
Família Bakun com Pedro e Julia sentados ao centro e Miguel de pé à direita. Os demais irmãos sentados, da esquerda para a direita, são Leonardo e Antônio e, em pé, Nicolau, Marina, Irene, Leni e Valdomiro

Miguel Bakun nasceu em 28 de outubro de 1909, em Marechal Mallet, cidade da região Sul do Paraná, onde terras foram cedidas pelo governo aos imigrantes eslavos. Seus pais, Pedro Bakun e Julia Marcienovicz, ambos oriundos da Ucrânia, tiveram oito filhos.
Devido à profissão de ferroviário do pai, a família mudou-se várias vezes, estabelecendo-se em Ponta Grossa em 1917, onde Bakun frequentou aulas de desenho na escola e aprendeu o ofício de alfaiate.
Em 1927, aos 17 anos, Bakun alistou-se na Escola de Aprendizes da Marinha em Paranaguá. No ano seguinte, durante um surto de peste bubônica, os aprendizes foram transferidos para a Escola de Grumetes do Rio de Janeiro. Em 1928, durante estágio na Ilha de Villegaignon, conheceu José Pancetti, cabo da marinha e pintor de convés, que posteriormente se tornaria também um importante pintor de paisagens brasileiro. Ambos passaram a registrar em desenhos, estudos e anotações a vida no mar.

### Carreira artística
Em 30 de janeiro de 1930, sua carreira na marinha foi interrompida devido a uma lesão causada pela queda acidental do mastro do navio, passando a receber pensão vitalícia. Mudou-se para Curitiba em 1931, cidade onde produziria sua obra. Para sobreviver, trabalhou como fotógrafo ambulante e pintor de cartazes de cinema, anúncios de lojas e elementos decorativos diversos inseridos na arquitetura das casas.

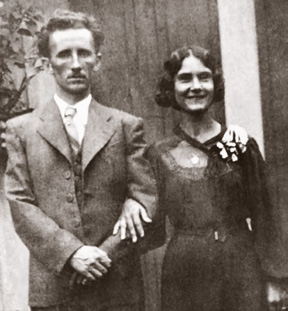
Bakun e Teresa Veneri, sua esposa

Em 9 de abril de 1938, casou-se com Teresa Veneri, viúva de oficial do exército com três filhos: Francisco, Dalila e Lourdes. Estabeleceu-se na Rua Paraguassu, onde viveu até seu falecimento.
Em 1939, viajou ao Rio de Janeiro buscando reconhecimento e possibilidades profissionais na arte. Nessa ocasião, reencontrou Pancetti, mas logo retornou a Curitiba. Visitou várias vezes o Rio de Janeiro, onde pintou obras como "Sapucaia com o Cristo Redentor" e "Autorretrato" (1944).
Na década de 1940, sua produção ganhou maior visibilidade. Bakun trabalhou intensamente na pesquisa de técnicas e soluções pictóricas entre misturas de tintas e cores. Participou do ateliê coletivo na Praça Tiradentes, na divisa com a atual Praça Generoso Marques. O imóvel precário, cedido pela Prefeitura Municipal antes de sua demolição, transformou-se em ponto de encontro de intelectuais e pintores modernos. Estavam junto a Bakun, Loio Pérsio, Alcy Xavier, Esmeraldo Blasi e Marcel Leite.

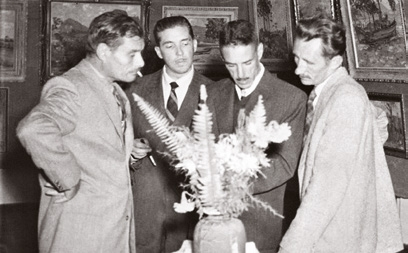
Da direita para esquerda- Guilherme Matter, Vasco José Taborda, Nelson Luz e Bakun em uma exposição

Em 1946, participou pela primeira vez no III Salão Paranaense de Belas Artes, em Curitiba. Nesse mesmo ano, foram publicados três textos importantes sobre o artista e sua obra: o primeiro escrito por Andrade Muricy, o segundo por Armando Ribeiro Pinto, e o terceiro por Guido Viaro.
Nos anos 1950, continuou sua produção artística, retratando paisagens cotidianas de seu ateliê e casa, vistas de praças da cidade, a intimidade de fundos de quintal, cercas e muros com vegetação, beiras de estradas. Nessa década, realizou pequenas telas, as quais nomeou "manchinhas" - expressões pictóricas rápidas, anotações dinâmicas sobre cartão ou compensado de madeira. Seus desenhos de grafite ou nanquim aprimoravam estudos, captavam o motivo e davam fluidez à imagem e à forma.

### Últimos anos
No início dos anos 1960, ocorreu em sua obra um maior uso da cor branca e intensidade de luz, associado a sua tendência mística, religiosa e metafísica, embora continuasse pintando paisagens, presentes em toda a sua trajetória.

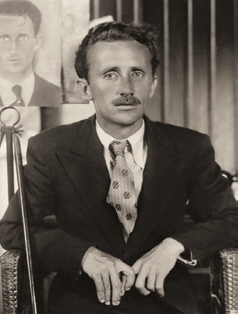
O artista, na casa da Av. Silva Jardim com autoretrato ao fundo

Miguel Bakun faleceu em 14 de fevereiro de 1963, aos 53 anos, por suicídio, após passar por problemas de saúde física e mental nos últimos anos de sua vida.

## Obra

### Estilo e técnica
A obra de Miguel Bakun se caracteriza tecnicamente pelo uso de matéria pictórica densa e pinceladas vigorosas.
Segundo Adolfo Montejo Navas, "Toda sua pintura se apresenta em certo estado de revolta estética, algo que em seus dias o isolou mais que o destacou. Nela há uma matéria informe de massas pictóricas, como uma pintura em combustão, latejante, pulsando as imagens que oferece."
Sua paleta predominante utilizava amarelos, azuis, verdes e brancos, muitas vezes aplicados em empastes densos e com pinceladas enérgicas.
Como observa Artur Freitas, "é o empaste que literalmente constrói os espaços" em suas obras.
O crítico Ronaldo Brito destaca: "A tinta voraz de Miguel Bakun impregna a tela e vem a torná-la veículo do Eu expressivo do artista. Já os traços agitados de seus grafites e carvões, a irradiar pelo papel, mobilizam as cenas e as transformam em autênticos flagrantes existenciais."
A crítica contemporânea reconhece em Bakun características que o aproximam da modernidade pictórica, como a planimetria de suas telas, o uso expressivo da cor e a tensão compositiva de seu espaço visual.

### Temas recorrentes

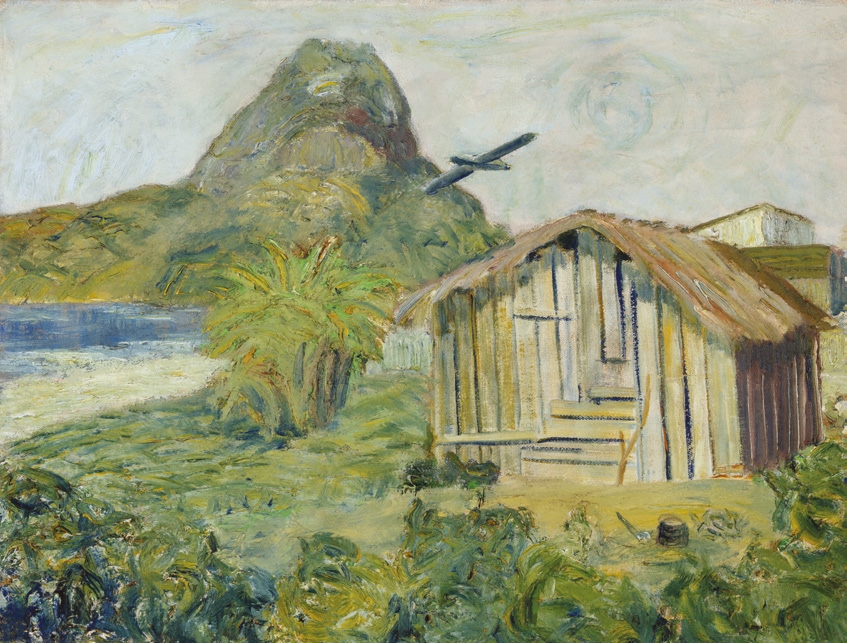
Sem Título (Casebre), sem data, óleo sobre tela, 45 x 55,5 cm

Bakun dedicou-se principalmente à pintura de paisagens paranaenses, especialmente de Curitiba e região metropolitana, além de cenas do litoral, incluindo Paranaguá, Guaraqueçaba, Antonina, Caiobá, Matinhos e Guaratuba. Também produziu naturezas-mortas com flores e alguns retratos. Na representação da paisagem, utilizava enquadramentos não convencionais para a época.
Conforme análise da crítica de arte Eliane Prolik, a obra de Bakun apresenta uma abordagem intimista da natureza, com elementos de melancolia.
O crítico Nelson Luz observou que as paisagens de Bakun apresentam características particulares de composição e uso da cor, além de uma simplicidade marcante em seus retratos.

### Obras notáveis
- ''Na Clareira'' (c. 1957): Pintura onde a vegetação domina o espaço do quadro com figuras humanas quase fantasmagóricas.[21]
- ''Fragalhotear'' (c. 1960): Uma marinha com características expressionistas.[22]
- ''Sem Título (Pinheiros)'' (s.d.): Composição com araucárias que apresenta leveza pictórica.[23]
- ''Sem Título (Hortênsias)'' (s.d.): Natureza-morta com composição de tons próximos.[24]
- ''Sem Título (Casebre)'' (s.d.): Obra que combina a natureza de uma marinha e a simplicidade de um casebre com o sobrevoo de um avião.[25]
- ''Árvore Amarela'' (s.d.): Considerada uma de suas obras mais significativas, atualmente no acervo do Museu Oscar Niemeyer.[26][27]
- ''Sufismo'' (1944): Uma obra que expressa sua vertente mística, adquirida por Oscar Martins Gomes e posteriormente incorporada à coleção Walter Gonçalves.[28]
- ''Paisagem com Pinheiro'' (N° 2 ou Pinheiros): Premiada no VIII Salão Paranaense de Belas Artes (1951).[29]
- ''Retrato de Ladislau Romanoski'': Retrato que gerou controvérsia por sua representação não convencional do modelo.[20]

## Exposições

### Em vida
- 1942: Exposição da Primavera, Clube Curitibano[30]
- 1944-45: Exposição Arte Paranaense, Rio de Janeiro[30]
- 1946: III Salão Paranaense de Belas Artes, Curitiba[30]
- 1948: LIII Salão Nacional de Belas Artes, Rio de Janeiro[31]
- 1949: LIV Salão Nacional de Belas Artes, Rio de Janeiro[31]
- 1955: Exposição individual em um imóvel na Rua XV de Novembro, Curitiba[32]
- 1957: Exposição individual na Biblioteca Pública do Paraná[32]

### Póstumas
- 1963: Sala Especial no XX Salão Paranaense (homenagem póstuma)[26]
- 1984: Tradição e Ruptura - Século XX Modernismo, Fundação Bienal de São Paulo[26]
- 1985: 18ª Bienal Internacional de São Paulo, mostra "Expressionismo no Brasil: Heranças e Afinidades"[33]
- 1994: Bienal Brasil Século XX, Fundação Bienal de São Paulo[19]
- 2000: Mostra do Redescobrimento - Brasil 500 anos, São Paulo[19]
- 2009: Miguel Bakun - Natureza e Destino, Instituto de Arte Contemporânea, São Paulo (centenário de nascimento)[34]
- 2010: Miguel Bakun - Na Beira do Mundo, Museu Oscar Niemeyer, Curitiba[35]
- 2019: Aprendendo com Miguel Bakun: Subtropical, Instituto Tomie Ohtake, São Paulo[27]
- 2021: Miguel Bakun Kabinett, Art Basel Miami Beach, Miami[27]
- 2024: Exposição individual, Galeria Mendes Wood, Bruxelas[27]
- 2025: Miguel Bakun: O Olhar de uma Coleção, Museu Oscar Niemeyer, Curitiba (20 de março a 10 de agosto)[36]

## Prêmios e reconhecimento
- 1947: Prêmio em Dinheiro (Pintura) no IV Salão Paranaense de Belas Artes, com a obra "Sol de Inverno"[37]
- 1947: Medalha de Ouro no Salão de Belas Artes da Primavera do Clube Concórdia[37]
- 1948: Menção Honrosa no V Salão Paranaense de Belas Artes[31]
- 1950: Medalha de Prata no VII Salão Paranaense de Belas Artes[38]
- 1951: Prêmio Aquisição no VIII Salão Paranaense de Belas Artes[38]
- 1957: Prêmio Aquisição no XIV Salão Paranaense de Belas Artes[32]
- 1958: Prêmio Aquisição no XV Salão Paranaense de Belas Artes[32]
- 1960: Prêmio Aquisição no XVII Salão Paranaense de Belas Artes[39]
- 1961: Medalha de Prata no XIII Salão de Belas Artes da Primavera do Clube Concórdia[39]
- 1962: Prêmio Aquisição Arno Iwersen no Salão do Paraná[40]

## Contexto e influências

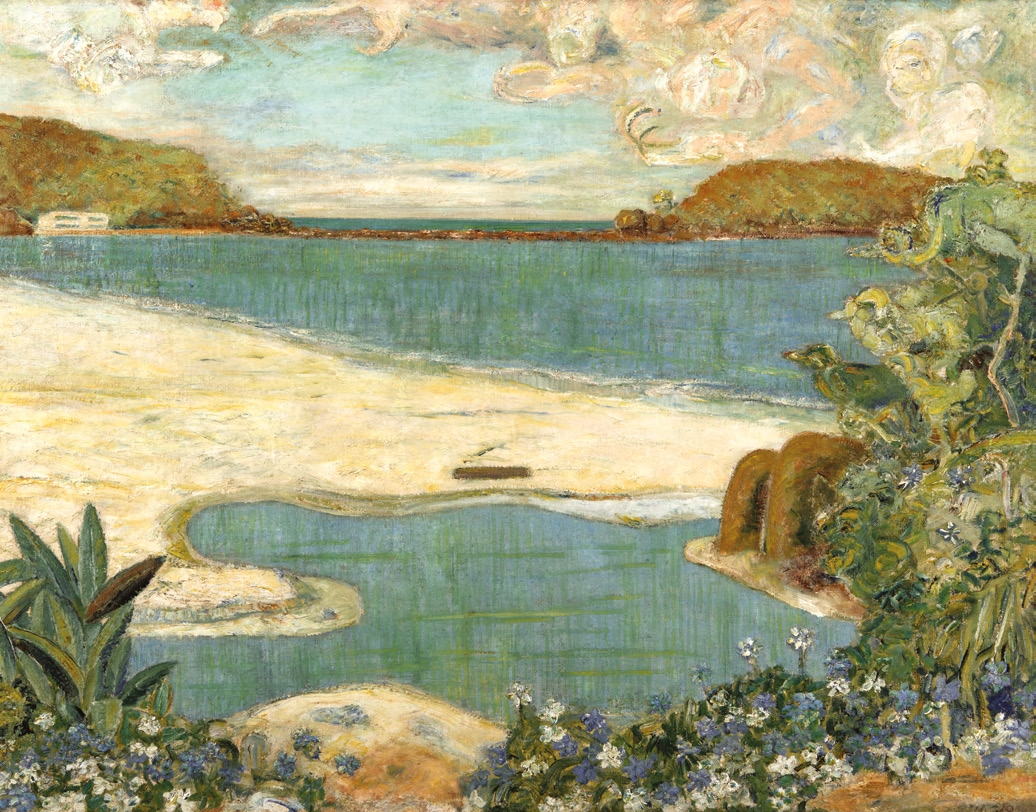
Fragalhotear, óleo sobre tela, 82 x 108 cm

Miguel Bakun desenvolveu sua obra à margem dos principais centros artísticos brasileiros e sem formação acadêmica formal.
Ennio Marques Ferreira observou que "Bakun não sofreu influências notáveis do meio artístico local. Mais espátula que pincel, textura pastosa, tons cinzas, verdes e azuis sempre presentes em sua palheta [...] constituem ainda a fórmula e o caráter de seus quadros."
Críticos como Sérgio Milliet e Guido Viaro apontaram analogias com Vincent Van Gogh, tanto pelo temperamento quanto por aspectos técnicos. No entanto, Bakun construiu uma linguagem própria, distante do academicismo e do regionalismo paranaense, representado principalmente por Alfredo Andersen.
Ronaldo Brito situa a obra de Bakun no contexto do modernismo brasileiro: "ao lado de Guignard e Pancetti, Goeldi e Segall, que a pintura e o desenho de Bakun fazem todo sentido -- o seu élan e a sua angústia afloram e só podiam aflorar em meio a uma precária, mas já inescapável vida moderna brasileira."

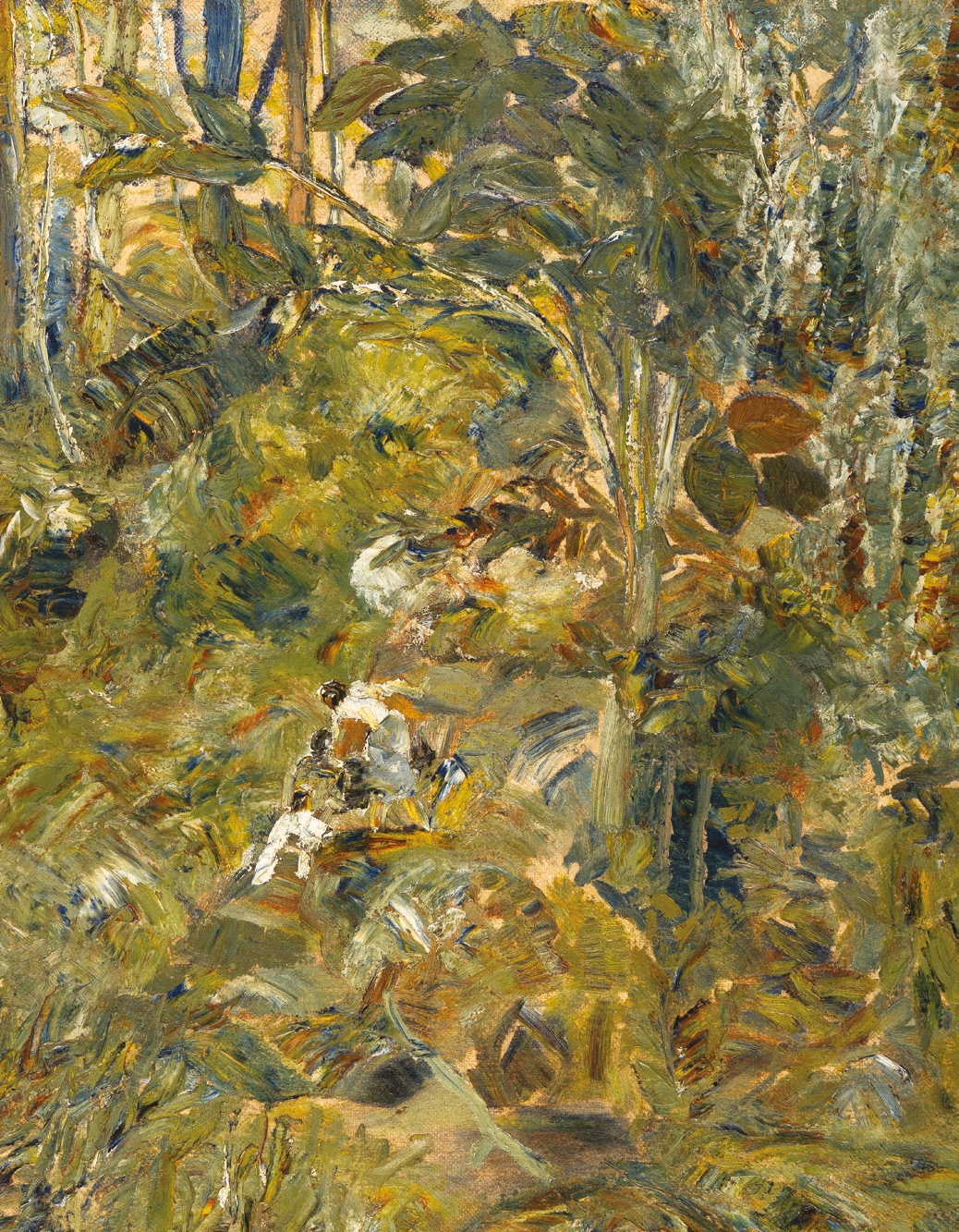
Na Clareira, óleo sobre tela, 54 x 45 cm

Para Rodrigo Naves, "A paleta reduzida do pintor -- em geral, limitada a amarelo, azul, verde e branco -- alcança uma forma de representação em que luz e sombra, vivacidade e abandono convivem de maneira problemática e inovadora."

## Legado
O legado de Miguel Bakun se manifesta em diversas frentes:
Foram criadas várias "Salas Miguel Bakun" em instituições paranaenses, como a Biblioteca Pública do Paraná (1963), o Departamento de Cultura da SECE (1968), e o Museu Oscar Niemeyer (2006).
Em 1970, foi instalado o Ateliê Livre de Pintura Miguel Bakun na Praça Rui Barbosa em Curitiba.
Em 1965, a Câmara Municipal de Curitiba criou a Rua Miguel Bakun no bairro Guabirotuba.
Em 1984, Sylvio Back realizou o filme "O Autorretrato de Bakun", que recebeu diversos prêmios, incluindo o Prêmio Glauber Rocha de Melhor Filme na XIII Jornada Brasileira do Curta-Metragem.
A partir dos anos 2000, críticos como Ronaldo Brito, Eliane Prolik, Adolfo Montejo Navas, Paulo Herkenhoff, Ivo Mesquita, Luise Malmaceda e Paulo Miyada têm contribuído para o reposicionamento histórico e crítico de sua obra.
Houve um aumento significativo do interesse colecionista e do valor comercial de suas obras nas primeiras décadas do século XXI.

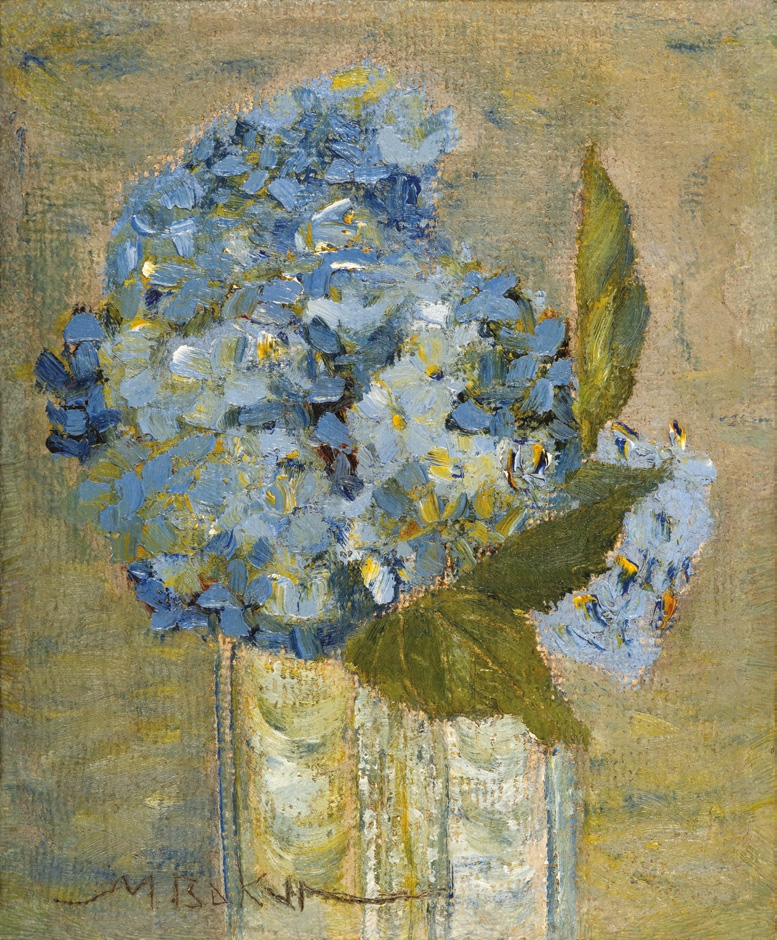
Sem Título (Hortênsias), sem data, óleo sobre tela, 34 x 28 cm

Exposições internacionais em Miami (2021) e Bruxelas (2024) têm ampliado o alcance de sua obra para públicos além do Brasil.
Em março de 2025, o colecionador Walter Gonçalves lançou o livro "Miguel Bakun: O Olhar de uma Coleção" em Curitiba, com textos críticos de Adolfo Montejo Navas e Ronaldo Brito.
Simultaneamente, foi inaugurada no Museu Oscar Niemeyer (MON) a exposição homônima, com curadoria de Eliane Prolik, reunindo aproximadamente 60 obras, incluindo 25 pinturas e 24 desenhos da coleção de Walter Gonçalves, além de 5 obras do acervo do museu.
O crítico Paulo Pasta destaca sobre sua obra: "O que seria, por contingência, precário, assume uma feição elevada. Essa materialidade precária assumiria e ajudaria a compor a forma magistral de sua lírica. Forma e conteúdo dando as mãos, identificando-se, para formarem o sentido pleno dessa obra tão peculiar."
Ivo Mesquita sintetiza seu legado: "Sua obra constitui algo isolado, produto de um sujeito moderno, uma pintura autônoma, afirmativa da potência transformadora da arte."

## Categorias
Categoria:Pintores do Brasil
Categoria:Pintores do Paraná
Categoria:Pintores do modernismo
Categoria:Brasileiros de ascendência ucraniana
Categoria:Naturais de Marechal Mallet
Categoria:Nascidos em 1909
Categoria:Mortos em 1963